# Buraco
Buraco ist ein Kartenspiel für 2 oder 4 Personen aus Brasilien. Es ist ähnlich wie Canasta; allerdings schneller zu Ende, dank der Buracos (Reservekarten, die man aufnimmt, sobald einer des Teams keine Karten mehr hat).
Das Ziel des Spieles ist, mit Hilfe seines gegenübersitzenden Partners durch Ablegen von Kartenserien, insbesondere sogenannter „Canastras“ (eine Serie von 7 Karten), möglichst viele Punkte zu erreichen.
Buraco wird mit 2 Sets von 52 Karten plus 12 Joker gespielt.

## Karten austeilen
Zunächst werden die Geber ermittelt. Dazu zieht jeder Spieler eine Karte aus dem Kartenstapel. Der Spieler links vom Gewinner (mit der höchsten Karte) teilt jeweils 11 Karten an jeden der Spieler aus; der Spieler rechts vom Gewinner bildet 2 Stöße mit ebenfalls 11 Karten und legt diese Buracos zur Seite. Das exakte (einmalige) Abheben der auszuteilenden Karten (d. h. je nachdem 44 oder 22) bringt 100 Punkte.
Die restlichen Karten kommen (verdeckt) auf den Reservestapel.
Der Gewinner startet das Spiel; In den folgenden Spielen wechseln die Aufgaben gegen den Uhrzeigersinn. Der Spieler, der das Spiel startet, kann am Spielanfang die aufgenommene Karte (siehe Aufnehmen) bei Nichtgefallen gleich wieder ablegen und stattdessen die folgende Karte aufnehmen.

## Das Spiel

### Aufnehmen
Am Beginn jedes Zugs nimmt der Spieler eine Karte vom Reservestapel oder – falls er ein zur obersten Karte des Ablegestapels „passendes“ Paar aufweist – alle dessen Karten, wobei er diese 3 Karten sofort ablegen muss.

#### Passende Karten
Passend bedeutet, dass entweder die Nummer (unabhängig von der Farbe) gleich ist oder deren Farbe und die Nummern in einer fortlaufenden Serie sind (Ass als Eins, Drei, Vier, …, Zehn, Bube, Dame, König, Ass – der Zweier ist ein Joker und kommt daher nicht in der Reihe vor).

### Ablegen
Danach kann er neue Stapel von „zusammenpassenden“ Karten (siehe oben) ablegen oder an bestehende Stapel anlegen (wenn man will – eine mögliche Taktik ist auch, die Karten in der Hand zu halten, um so eventuell den Stapel der abgeworfenen Karten aufnehmen zu können).
Jeder Stapel muss mindestens 3 Karten enthalten; wovon eine entweder ein Joker oder eine (beliebigfarbige) 2 sein kann (die dabei eine Karte ersetzen).

### Weitere Regeln
- Jeder abgelegte Stapel darf nur einen Joker oder 2er enthalten – außer wenn es ein Stapel von ausschließlich Jokern und/oder 2ern ist.

- Enthält ein Stapel sieben Karten, wird er „geschlossen“ (und vom Tisch genommen). Dabei nennt man Cerrados (= geschlossener Stapel) ohne Joker oder 2er „sauber“ und solche mit „schmutzig“. Das Spiel kann nur beendet werden, wenn das Team mindestens einen dieser Cerrados besitzt.
- Hat ein Spieler keine Karten (außer Joker oder 2er) mehr, nimmt er den Buraco auf (einen vorher zur Seite gelegten Reservestapels (einer pro Team)). Danach kann er normal fortsetzen (d. h., er ist noch immer am Zug, wenn er noch keine Karte abgeworfen hat).

- Gibt es keinen Buraco mehr und hat das Team noch keinen Cerrado, kann ein Spieler nicht seine letzte Karte abwerfen.

- In einem Stapel befindliche Joker oder 2er können (innerhalb des Stapels) verschoben, aber nicht wieder aufgenommen werden. Das bedeutet: Hat man beispielsweise eine Reihe von ♥-5, 6 und Joker, kann man den Joker nach unten verschieben (wird zu ♥-4) und danach einen ♥-3 anlegen aber man kann nicht ein ♥-7 ablegen und dafür den Joker in seine Hand aufnehmen (allerdings kann man den 7er ablegen und der Joker wird zum 8er oder 4er).

- Ein Joker oder 2er als oberste Karte des abgeworfenen Stapels kann niemals aufgenommen werden; auch nicht, wenn der Spieler zwei gleiche Karten besitzt.

### Ende des Zuges
Kann/will der Spieler keine Karten ablegen, muss er eine (unbenötigte) Karte auf den dafür vorgesehenen Stoß abwerfen und der nächste Spieler setzt (gegen den Uhrzeigersinn) fort.

### Ende des Spiels
Das Spiel endet, wenn ein Team mindestens einen Cerrado hat, bereits den Buraco aufgenommen hat und dann einer des Teams alle seine Karten loswird (dabei kann noch eine Karte auf den Ablagestapel abgeworfen werden, muss aber nicht).
Ein Team kann das Spiel jedoch nicht beenden, wenn das Team einen Stapel von ausschließlich Jokern und Zweiern angefangen, aber nicht geschlossen hat.

## Abrechnung
Ist das Spiel beendet, werden die Punkte gezählt. Jeder Cerrado ohne Joker oder 2er zählt 400 Punkte (sonst 200); außer jener der Asse – diese bringen 500 beziehungsweise 300 Punkte. Ein Cerrado aus Jokern und 2ern sind 1000 Punkte; einer nur mit 2ern 2000; ein nicht geschlossener Cerrado aus Jokern und 2ern bringt jedoch 1000 Minuspunkte.
Weitere (jeweils) 100 Punkte gibt es für das Aufnehmen des Buraco und das Beenden des Spiels; 100 Punkte werden abgezogen, wenn der Buraco nicht aufgenommen wurde. Nicht auf etwaige 100 Punkte fürs Austeilen vergessen.
Abschließend werden die Punkte der Karten berücksichtigt: Die Karten am Tisch positiv und die in der Hand negativ. Ein Joker zählt 50 Punkte, ein 2er 25, ein As 20, Karten bis zur 7 bringen 5 Punkte und die restlichen darüber 10.
Das Spiel endet, sobald ein Team mehr als 2000 Punkte hat.

## Varianten
- Die Anzahl der ausgeteilten Karten kann variieren (z. B. 13 oder 15).
- Die zum Gewinnen benötigte Anzahl der Punkte kann variieren.
- Man kann auch mit 6 Spielern spielen. Der Partner ist dann die jeweils 3. Person.